# Prieuré Saint-Ours
Ne doit pas être confondu avec Église Saint-Ours de Loches.
Le prieuré Saint-Ours est un ancien prieuré dans la commune de Loches, dans le département français d'Indre-et-Loire.
Il est certainement construit au XIe siècle mais presque totalement détruit sous la Révolution française ; la crypte et une absidiole de son église sont inscrites comme monuments historiques en 1939.

## Localisation
Le prieuré Saint-Ours se situe à l'intérieur du fort auquel il a donné son nom, à l'est de l'enceinte principale et en contrebas de l'église Saint-Ours.

## Histoire
Des fouilles réalisées en 1971-1973 révèlent l'existence, sur le site de l'église priorale, d'un  édifice mérovingien construit sur des bases gallo-romaines.
L'église du prieuré-cure, construite au XIe siècle ou avant, est la seule église paroissiale de Loches jusqu'à la Révolution française, époque à laquelle elle est démolie, ayant été fermée pour cause de délabrement quelques années plus tôt.
Les vestiges de la crypte et d'une absidiole supérieure font l'objet d'une inscription comme monument historique par arrêté du 8 mai 1939.

## Description
La crypte de compose d'une abside principale flanquée de deux absidioles, le tout voûté en berceau et terminé par un cul-de-four et relié à un transept. Cet ensemble communiquait par deux escaliers latéraux avec l'église haute.
Il ne subsiste de cette dernière que l'absidiole nord du chœur voûtée en cul-de-four, dont les murs portent quelques peintures et qui est appelée chapelle Saint-Blaise. L'église à son complet développement au XVe siècle comporte, outre le chœur, une nef principale et une nef secondaire accolée au sud.

## Pour en savoir plus